# Волков, Владимир Александрович
Владимир Александрович Волков (28 ноября 1960, Ленинград) — российский джазовый контрабасист, композитор, продюсер. Был участником симфонического оркестра.

## Биография[1]
В 1985 году окончил Ленинградскую консерваторию, некоторое время играл в симфоническом оркестре.

## Проекты
Играл в дуэте с Вячеславом Гайворонским в начале 1980-х годов. Одновременно играл с — Владимиром Тарасовым, Пятрасом Вишняускасом, Томашем Станько, группой «Поп-механика» Сергея Курёхина. В 1995 основал акустическое «Волковтрио» (гитара, контрабас, перкуссия).
В 1996—1999 годах играл также в квартете Андрея Кондакова — Игоря Бутмана, в группе Андрея Кондакова «Интерджаз», в трио Аркадия Шилклопера, в составе «Оркестра московских композиторов», в российско-голландском квартете «Вершки-да-корешки».
С начала 2000-х годов активно сотрудничает с Леонидом Фёдоровым. Был приглашён последним для записи альбома группы «АукцЫон» «Девушки поют», после чего стал полноправным участником коллектива.
Владимир Волков с 2022 года Участник Bilimbo music trio совместно с Алексеем Чижиком (вибрафон) и Гонсалесом Йоелем. В этом составе играл концерт в филармонии С-Петербурга посвященный столетию Российского джаза.
Нередко Владимир выступает совместно с французским кинорежиссёром и музыкантом Зигом (Зигфрид Дебребант)

## Избранная дискография
1985 — Джаз 84 — Вячеслав Гайворонский, труба. Владимир Волков, контрабас. Три раги (отрывок). (СССР, Мелодия. 1985)
- 1988 — Аванс прошлому (Вячеслав Гайворонский / Владимир Волков)
- 1990 — Русские песни (Вячеслав Гайворонский / Владимир Волков). (СССР, Мелодия)
- 1994 — Yankee Doodle Travels (Вячеслав Гайворонский / Владимир Волков). (Россия, SoLyd Records)
- 2007 — Рождественский концерт (Вячеслав Гайворонский / Андрей Кондаков / Владимир Волков). (Россия, Bomba-Piter / Outline Records)

## Музыка к кинофильмам
- 1999 — «Особенности национальной политики»
- 2001 — Андрей Битов. Зелёный чемодан (документальный)
- 2001 — «Механическая сюита»
- 2002 — «Дневник камикадзе»
- 2002 — «Кино про кино»
- 2004 — «Четыре»
- 2008 — «Закрытые пространства»
- 2016 — «Кому это нужно» Архивная копия от 12 октября 2017 на Wayback Machine
- 2023 — «Спать хочется»